# 穂高ゆうき
穂高 ゆうき（ほだか ゆうき、1986年8月12日 - ）は、日本のAV女優。

## 略歴・人物
神奈川県出身。2014年5月、現役介護士の触れ込みでデビューした巨乳AV女優。
趣味・特技は、ショッピング・水泳。

## 出演作品

### アダルトDVD
2014年
- おじいちゃん、おばあちゃん、ごめんなさい・・・。 私、本当はこういう下のお世話がしたかったんです! 優しさと真心で評判の現役介護士が欲求不満AVデビュー! 生ハメ中出し、アナルも感じるんです!（5月2日、h.m.p）
- 私の穴は全部性感帯（6月6日、h.m.p）
- 10,000秒間ハメ倒しSEX・ノーカット完全収録! 大洪水のお迎え汁で連続アクメが止まらない!（7月4日、h.m.p）
- 電撃移籍!美専属デビュー 痴女覚醒 3時間スペシャル（9月25日、美）
- 穂高ゆうき・ベスト 4時間（10月3日、h.m.p）※総集編
- 男を犯ス痴女お姉さんの濃厚な接吻と猛烈に絡み合う肉体（10月25日、美）
- 発射無制限! M男専用超高級淫語ソープ（11月25日、美）
- kira★kira8周年×美6周年×スペシャルコラボ企画 －白衣の大量ナマ中出しギャルナース研修生孕ませ病棟24時－ 4時間スペシャル（12月25日、kira☆kira）共
- 美6周年×kira★kira8周年スペシャルコラボ企画 －患者を襲う美巨乳極痴女ナース孕ませ病棟24時－ 4時間スペシャル（12月25日、美）

2015年
- コンプレックス改善プロジェクト アナタでめちゃくちゃ気持ちよくなってイキまくってあげる（1月25日、美）
- 彼女のド痴女な姉貴とアブナイ関係（2月25日、美）
- M男専用温泉旅館 －Gカップ美爆乳で責め狂う淫語痴女仲居－（3月25日、美）
- 双子姉妹 －Gカップ美巨乳 W誘惑痴女3時間スペシャル－（4月25日、美）
- ER緊急救命病棟 射精しないと死に至るナゾの伝染病が蔓延した…（6月5日、クリスタル映像）
- プレミアム スタイリッシュソープ ゴールド（6月7日、プレミアム）
- 家庭教師ゆうき先生の中出し授業（6月7日、Be Free）
- ワケあり回春睾丸マッサージ 4 〜究極の射精体験へと導く人妻たち〜（6月12日、BAZOOKA）
- 貪欲オカワリお姉さん 「もう1回ナカに出して…」（6月13日、MOODYZ）
- いきなりギンギンにさせてくれる、なんでもOKのスケベ妻派遣します。（6月13日、S級素人）
- 声も出せず羞恥に濡れる寝取られ妻（6月13日、E-BODY）
- 過激すぎるド素人娘 4時間スペシャル 25（6月26日、S級素人）
- 中出しお義姉さんの誘惑 〜ぬくもりと精子を求める淫らな兄嫁〜（7月7日、プレミアム）
- 「『はじめてが私でもいいの?』女性と話しただけで勃起する童貞チ○ポを見た優しい看護師が内緒で筆おろししてくれた」 VOL.1（7月9日、DANDY）
- 絶対に手を出してはいけない相手を夜這いしちゃった俺 9（7月9日、AKNR）
- 女のカラダは腰使いで決まる! 4時間 16（7月10日、BAZOOKA）
- 10発中出しするほど求め合う一泊二日の不倫旅行（7月13日、溜池ゴロー）
- 現役巨乳女教師の危険日中出しオフ会（7月19日、OPPAI）
- 母親失格! 娘の前で痴漢され絶頂を我慢し続ける巨乳母（7月23日、ナチュラルハイ）
- 中年おやじサークル 中出しオフ会 4（7月24日、クリスタル映像）
- 恥ずかしいカラダ ドM姉さん、海へ（7月25日、HMJM）
- 高画質! 穂高ゆうき SPECIAL BEST 8時間（7月25日、美）※総集編
- セックス謝罪会見 日本の謝罪会見はここまで来た!? 謝って済む問題か!!性意を見せろ!!（8月1日、MAGIC）
- お色気P●A会長と悪ガキ生徒会（8月6日、グローリークエスト）
- 慌てていてブラを着け忘れたノーブラニット女の胸に見とれていると… 5（8月11日、DOC）
- モデル体形が巨乳巨尻になった! グラビア体形とも違う最高女体!（8月11日、ZeTToN）
- 生中出し若妻ナンパ! 10（8月14日、S級素人）
- 「中に出して…夫と子供には内緒」 自宅で愚痴聞き屋に中出しセックスをせがむ美人人妻たち 7（8月14日、S級素人）
- 淫語を言い続けながら激しい騎乗位で中出し暴発させる痴女（8月14日、BAZOOKA）
- 朝ゴミ出しする近所のノーブラ奥さんとやっちゃった俺 6（8月20日、AKNR）
- 爆乳緊縛ハードレズビアン 〜美人OLの爆乳を狙う卑猥な女上司〜（9月1日、Fitch）
- 撮影現場のカメラの前でおしっこをするAV女優（9月3日、グローリークエスト）
- 魔少年たちの巨乳奥様狩り 8（9月4日、クリスタル映像）
- 溢れ出す体液と愛液まみれの性交（9月11日、BAZOOKA）
- 自宅での不倫セックスを夫に見せつける 寝取られ淫語人妻（9月11日、REAL）
- 上司の奥さんの巨尻にブチ込んだ俺（9月24日、AKNR）
- エロきわ奥さまの裸エプロン（10月1日、グローリークエスト）
- 超パーフェクトボディ穂高ゆうきがお家の玄関先ですっぽんぽん! 家に来る見知らぬ素人さんをすっぽんぽんでお出迎え! 〜初めての限界羞恥露出〜（10月7日、お夜食カンパニー）
- どエロ超ミニスカ女 街角援●交際 2（10月23日、S級素人）
- 思わず●RECしたくなる着衣爆乳おっぱい6（11月7日、unfinished）
- おっぱい 近親相姦（11月13日、FAプロ）
- 青姦痴女（11月13日、REAL）

2016年
- 緊縛鬼イカセ (1月22日、REAL)

## イメージDVD
- 初裸 69（2014年5月8日、REbecca）